# Pierre Viansson-Ponté
Pierre Viansson-Ponté, né le 2 août 1920 à Clisson et mort le 7 mai 1979 à Paris, est un journaliste français. Il est cofondateur et rédacteur en chef de L'Express, puis responsable politique et éditorialiste du Monde.

## Biographie
Il fait ses études chez les jésuites. Il sert comme aspirant dans les chars en 1940, puis participe activement à la Résistance[réf. souhaitée].
Docteur en droit, il débute dans le journalisme à l'AFP de 1945 à 1952, où il suit les affaires intérieures. Il participe à la fondation de L'Express et sera le rédacteur en chef de cet hebdomadaire de 1953 à 1958.
En 1952, il est chargé de mission au cabinet d'Edgar Faure, éphémère président du Conseil (40 jours).
De 1958 à sa mort, il relate et commente les événements politiques dans Le Monde occupant successivement plusieurs fonctions : chef du service politique (1958), rédacteur en chef adjoint (1969) éditorialiste et conseiller de direction (1972).

Parallèlement, il publie aussi dans la presse de province, notamment à L'Est républicain (1953-1965), au Progrès de Lyon (1977-1979) ou au Midi libre (1978) et dans des journaux qui en dépendent, comme Le Lorrain, à Metz. 
Il écrit le 15 mars 1968 un article devenu célèbre, « Quand la France s'ennuie », dans lequel certains voient l'annonce des événements de Mai 68 (Lamartine avait employé la formule sous la Monarchie de Juillet). À l'automne qui suit, à propos de l'affaire Marković, qui vise à détruire les ambitions présidentielles de Pompidou, il écrit : « l'ennemi est là, tout près, tapi dans l'ombre… », laissant ainsi entendre que les comploteurs ont le soutien implicite de cercles proches du pouvoir.
Il meurt le 7 mai 1979 des suites d'un cancer. Sa dernière chronique paraît dans le numéro annonçant sa mort.
Pierre Viansson-Ponté a exercé un mandat de conseiller municipal à Bazoches-sur-Guyonne et enseigné à l'université Paris I-Sorbonne.
Les papiers personnels de Pierre Viansson-Ponté sont conservés aux Archives nationales sous la cote 578AP.

## Citation
« J'aime la politique, je l'avoue, comme d'autres le théâtre non pour monter sur la scène, mais pour applaudir ou siffler les acteurs. » . 

## Hommage
Il existe, dans sa ville natale, une rue à son nom. Située dans le quartier de La Caillerie, elle donne sur la rue René Guy Cadou.